# Château d'IJsselstein
Le château d'IJsselstein est situé dans le centre de la ville du même nom, IJsselstein, dans la province d'Utrecht. Le château était déjà mentionné en 1144. Mais il a été démoli en 1418, avec l'approbation de Jacqueline de Hainaut, pour être reconstruit en 1427.
Les habitants les plus célèbres du château sont issus de la famille Van Amstel. Ils ont fondé la place IJsselstein du château vers 1300 et se sont depuis appelés Van IJsselstein. Gijsbrecht van IJsselstein a reçu l'autorisation de l'évêque d'Utrecht de construire une église paroissiale à IJsselstein. Cette église sous le patronage de saint Nicolas, la Sint Nicolaaskerk, a été consacrée en 1310. Sous le règne de Gijsbrecht, IJsselstein s'est transformé d'un château entouré de quelques fermes à une véritable ville prospère.
En 1297, le château est assiégé pendant une année et défendu par Bertha van Heukelom, l'épouse de Gijsbert van IJsselstein.
Après 1511, le château a perdu sa fonction et après un déclin constant à partir de 1700, il a été démoli en 1887. La tour principale, la Looierstoren (aussi appelée Traptoren), a été conservée. C'est la propriété de l'Organisation des monuments nationaux (en néerl. Nationale Monumentenorganisatie).

## Galerie

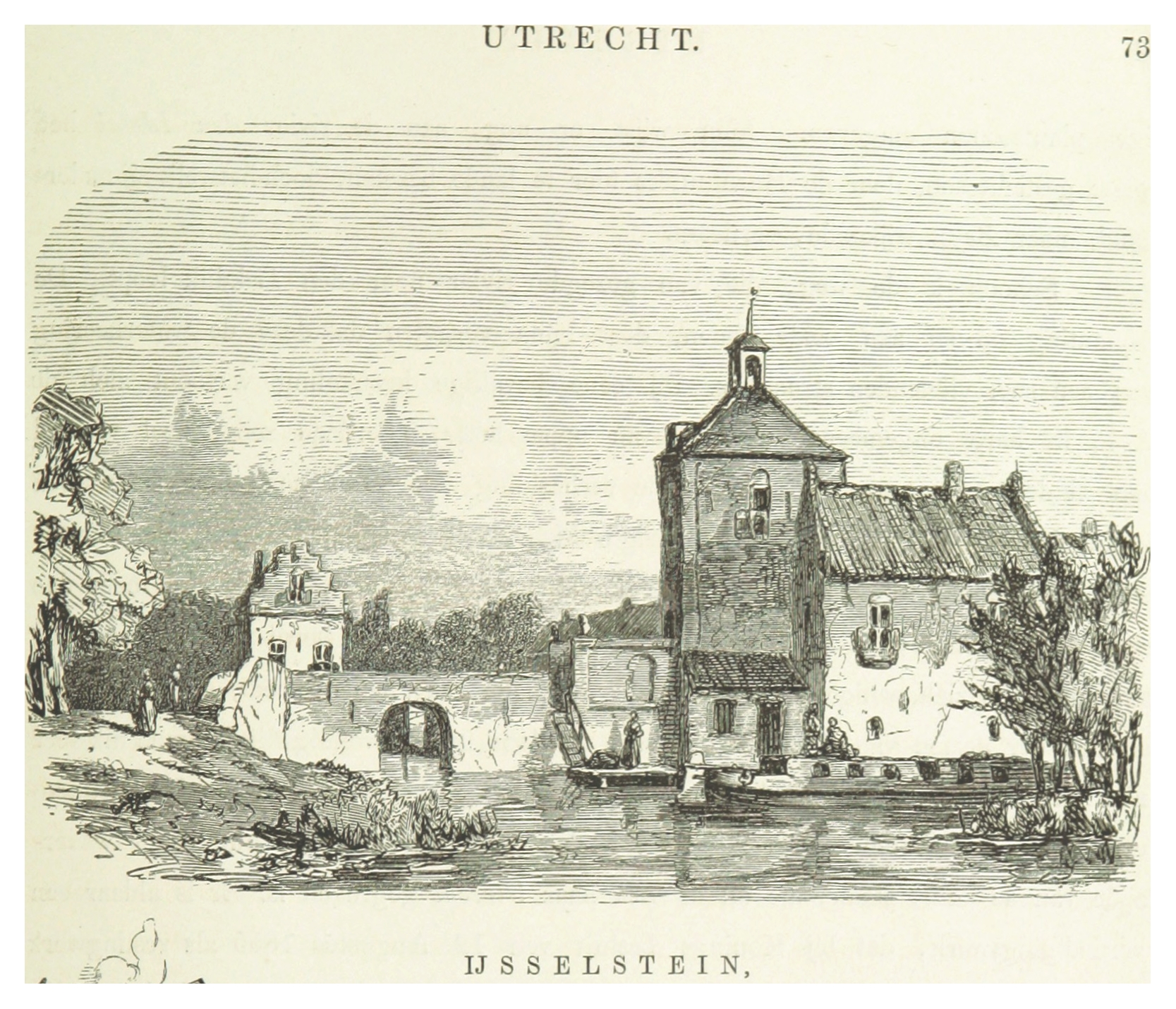
Gravure de 1855.
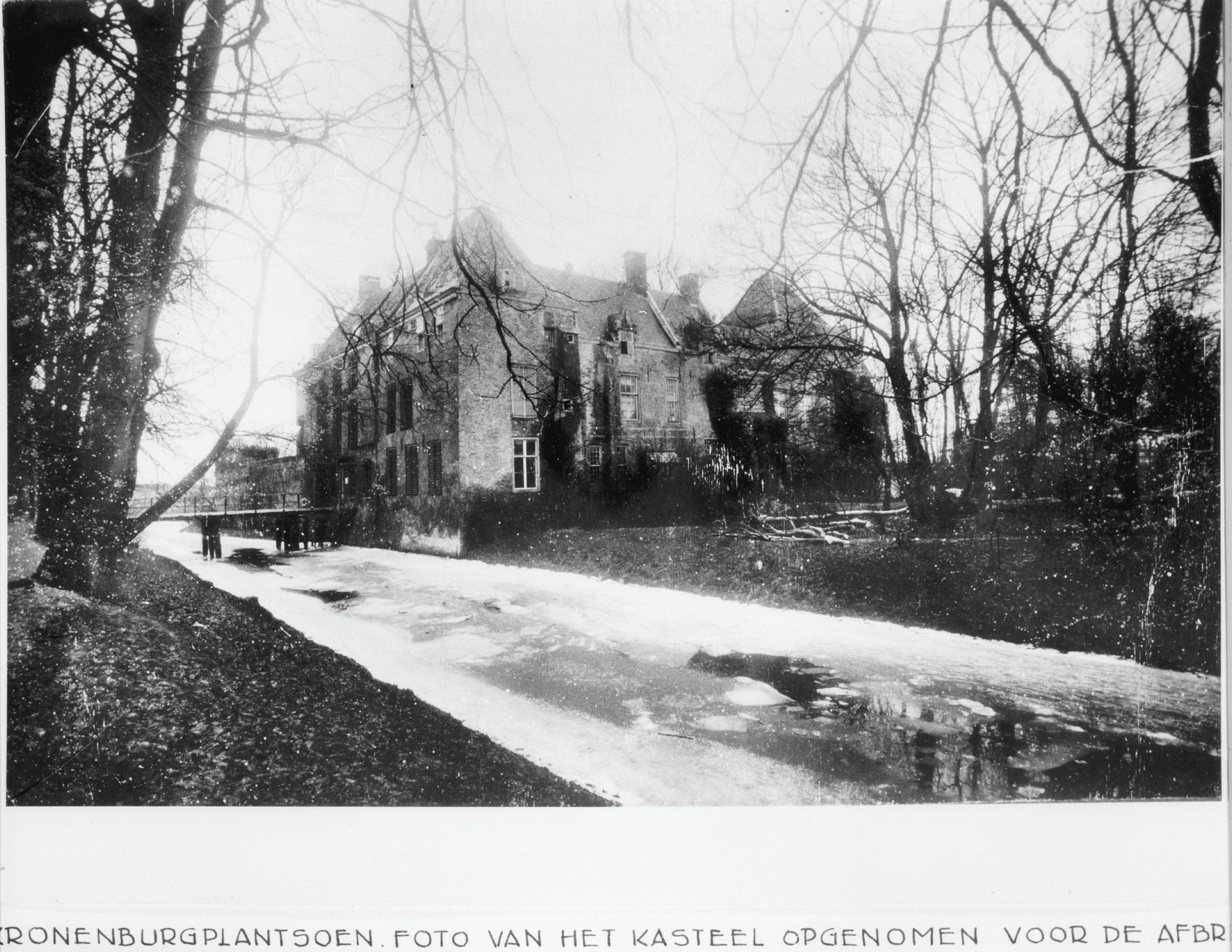
Vue extérieure de l'ensemble vers 1880.
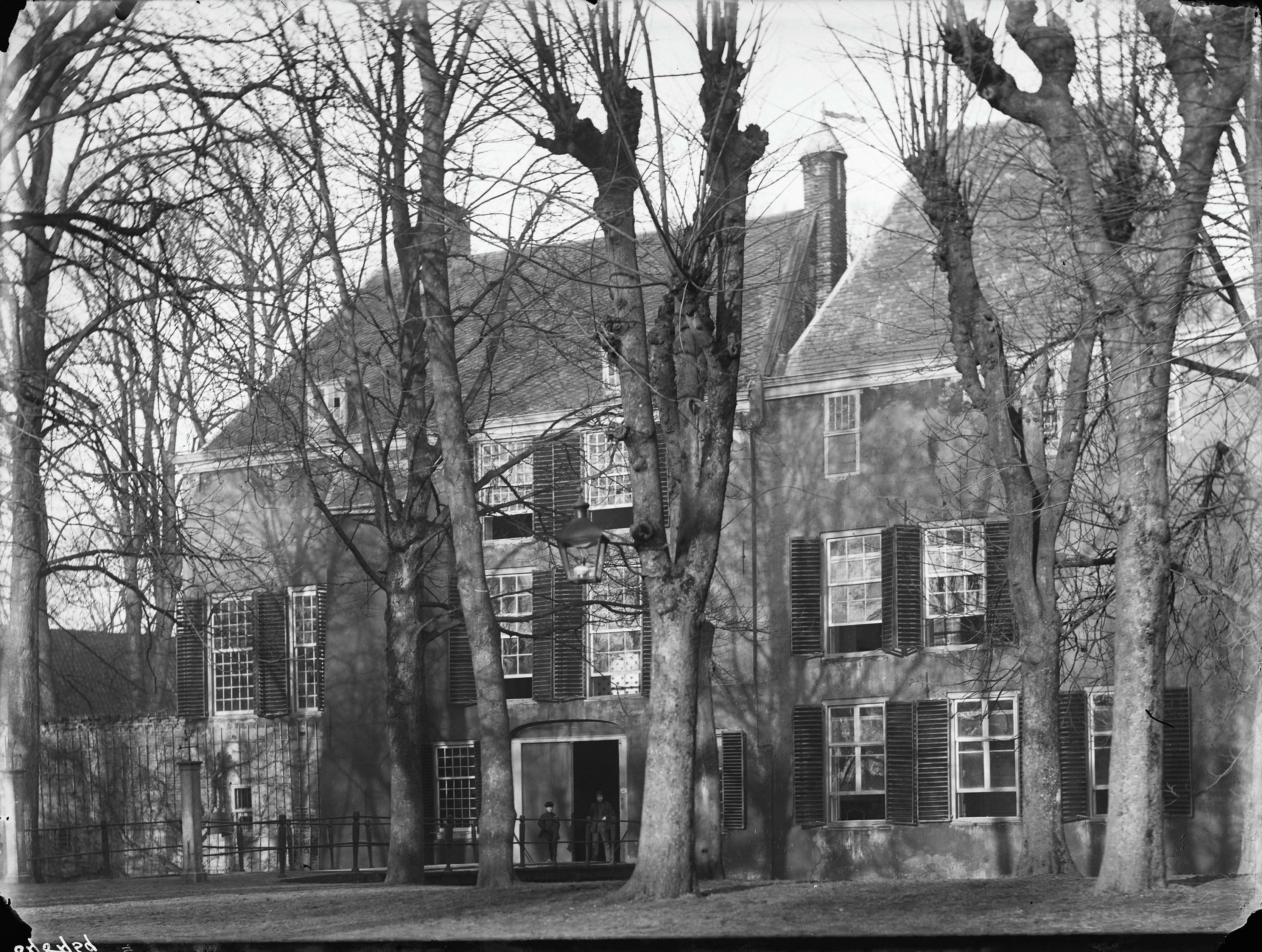
Façade du château vers 1887.
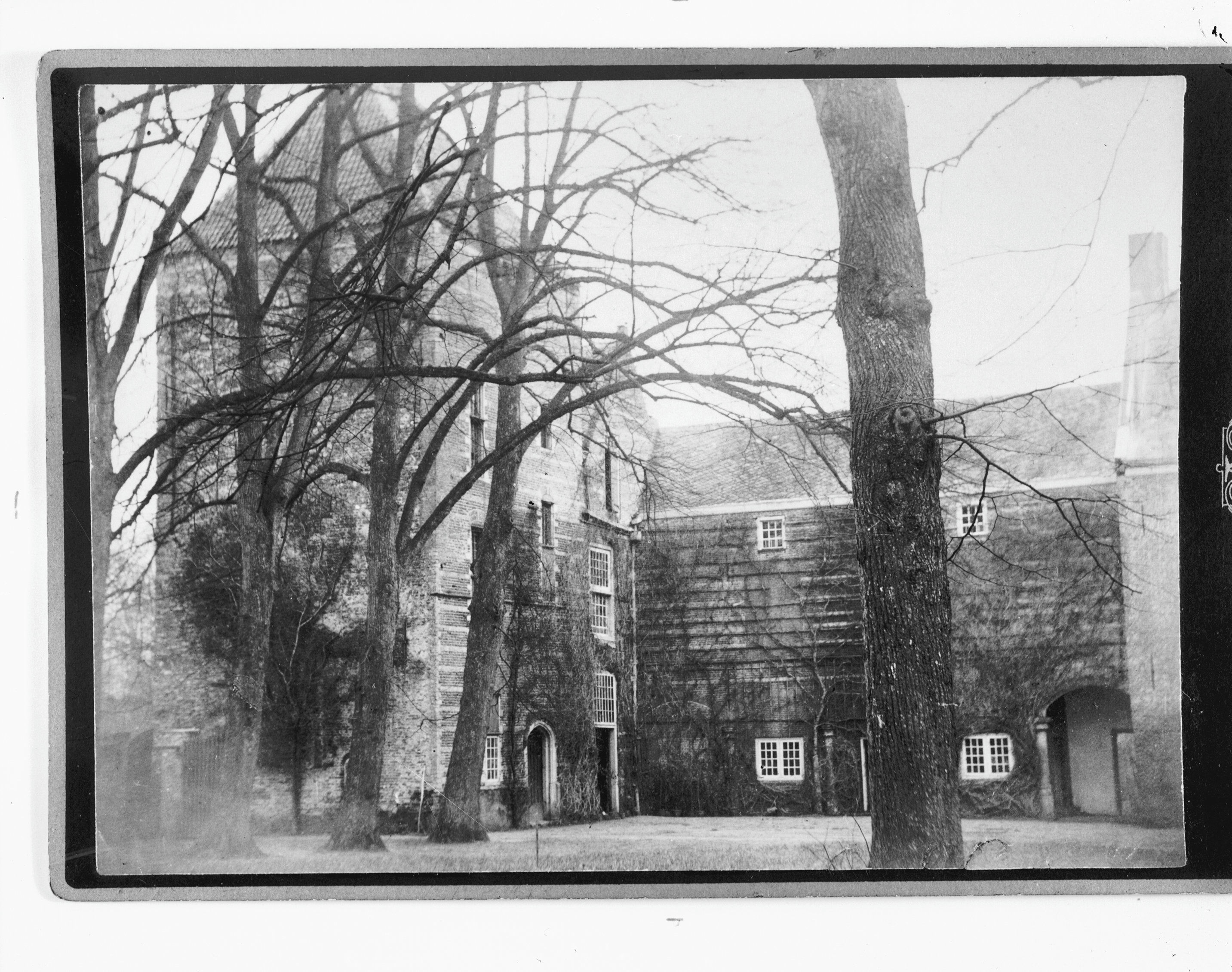
Un aperçu de la tour vestige en situation avec les autres bâtiments disparus, fin XIXe siècle.

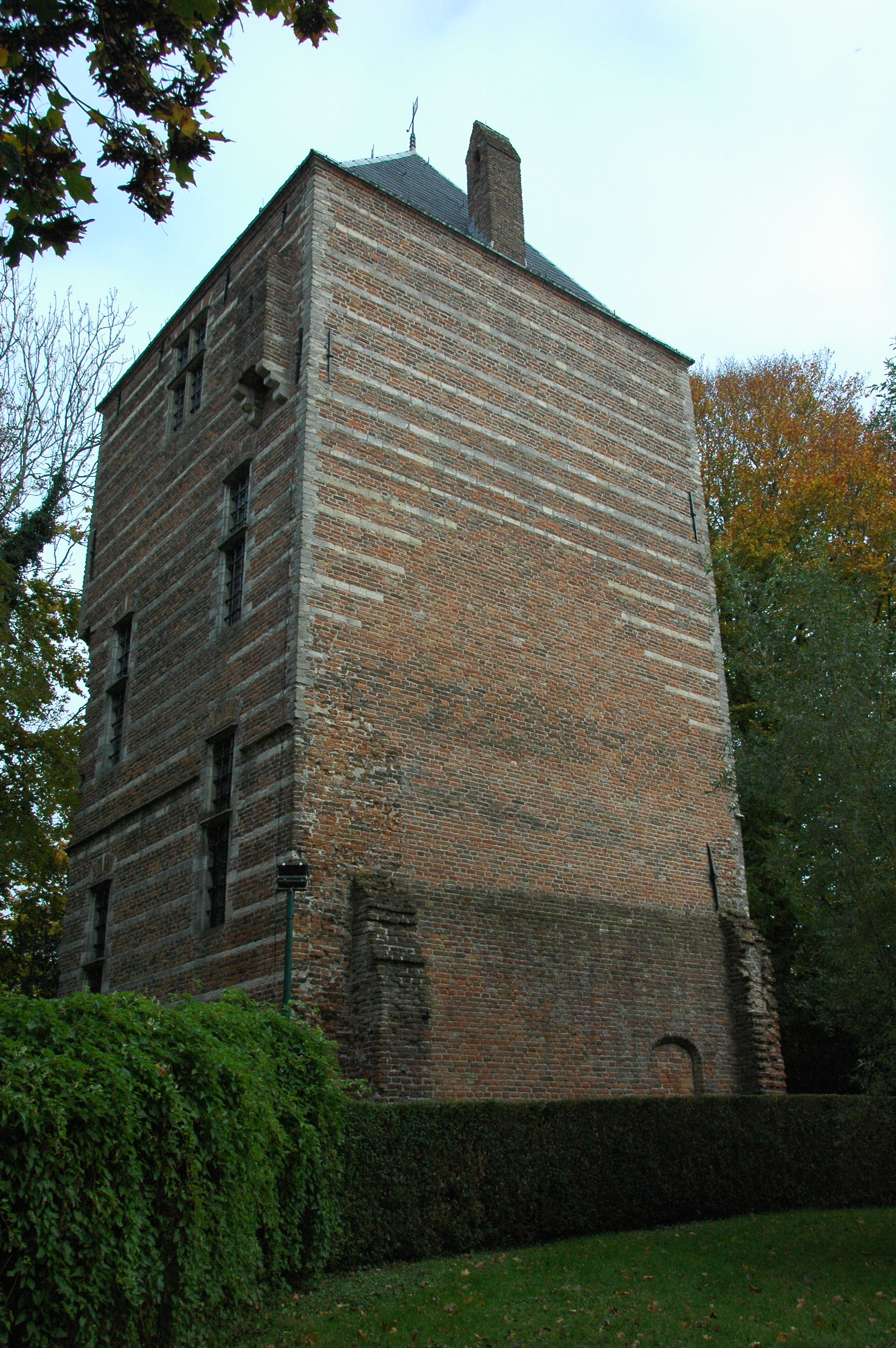
Vue de la tour, façade sud.
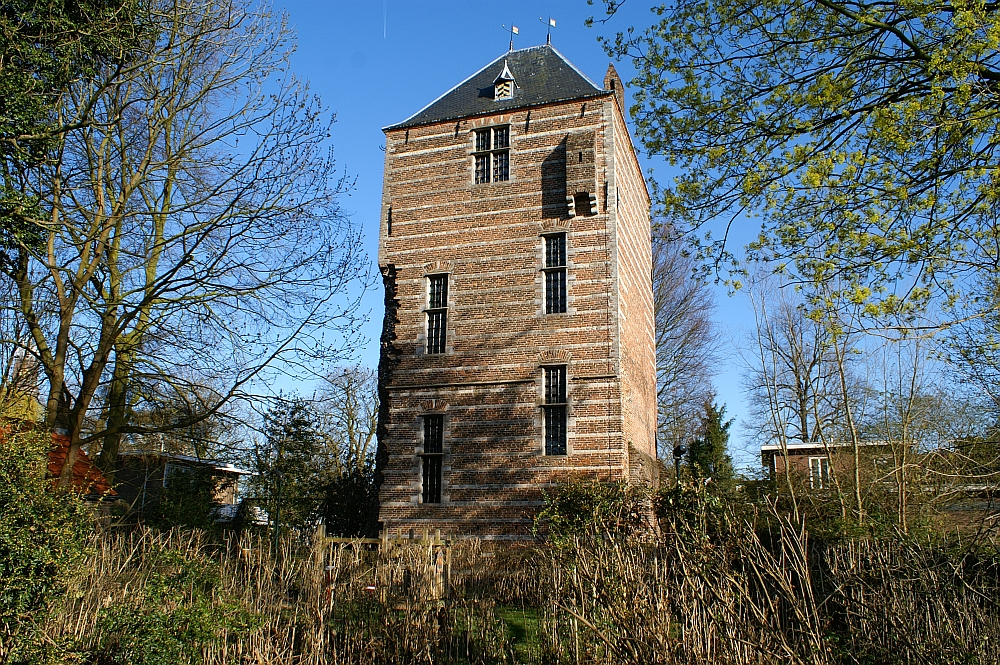
Façade ouest de la tour.
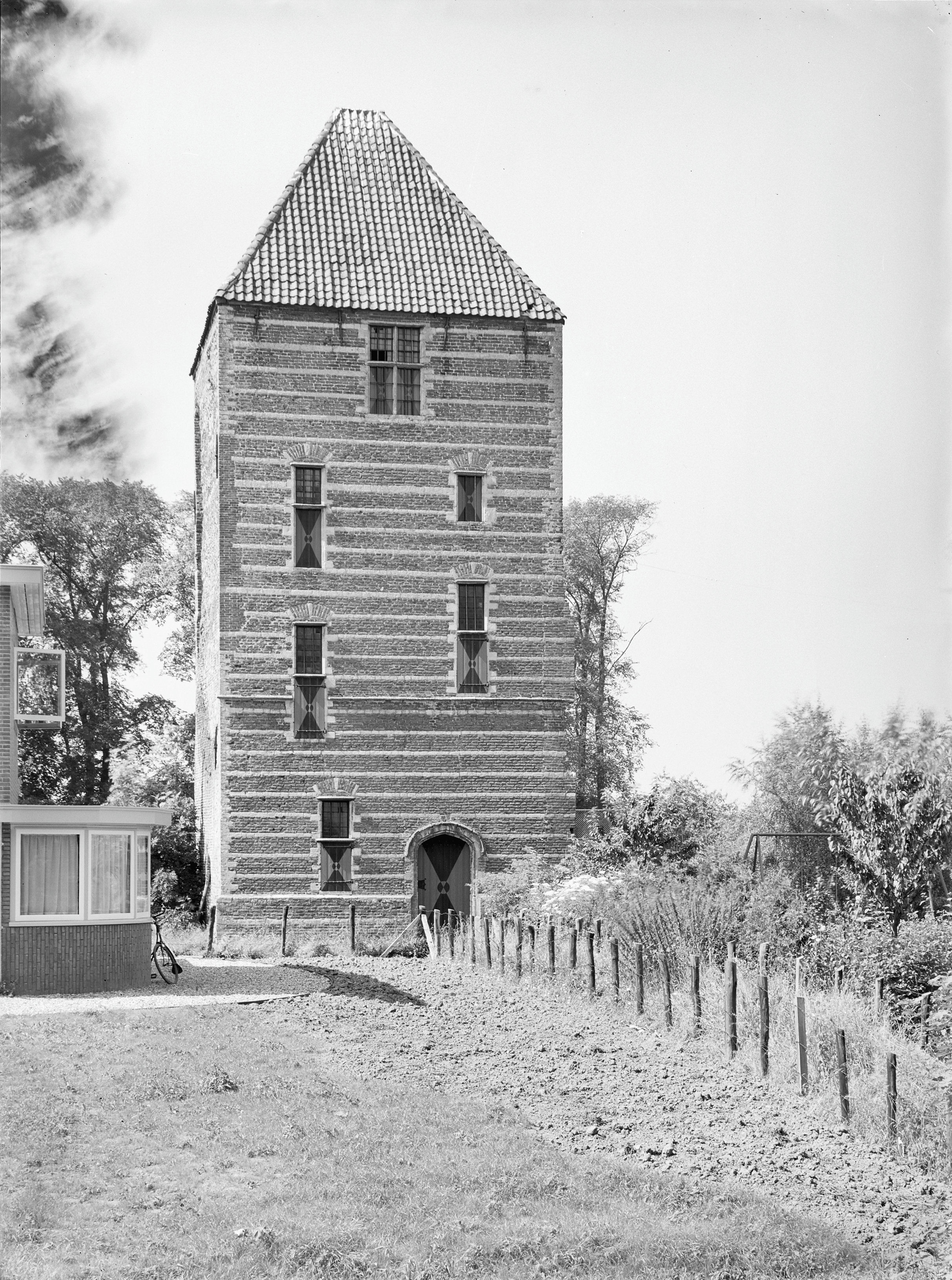
Façade est de la tour (en 1935).
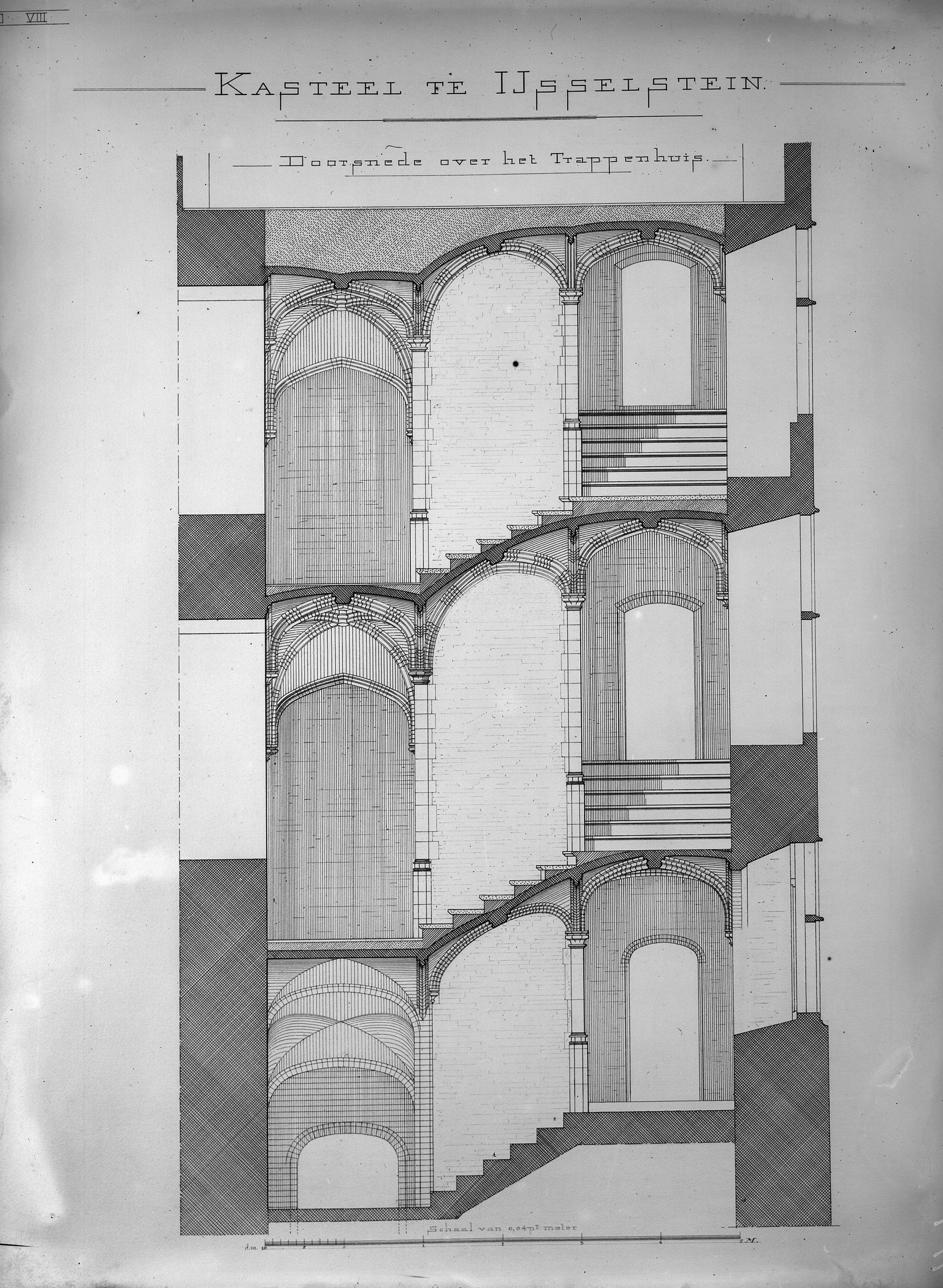
Plan en coupe de la tour, vestige de l'ensemble.

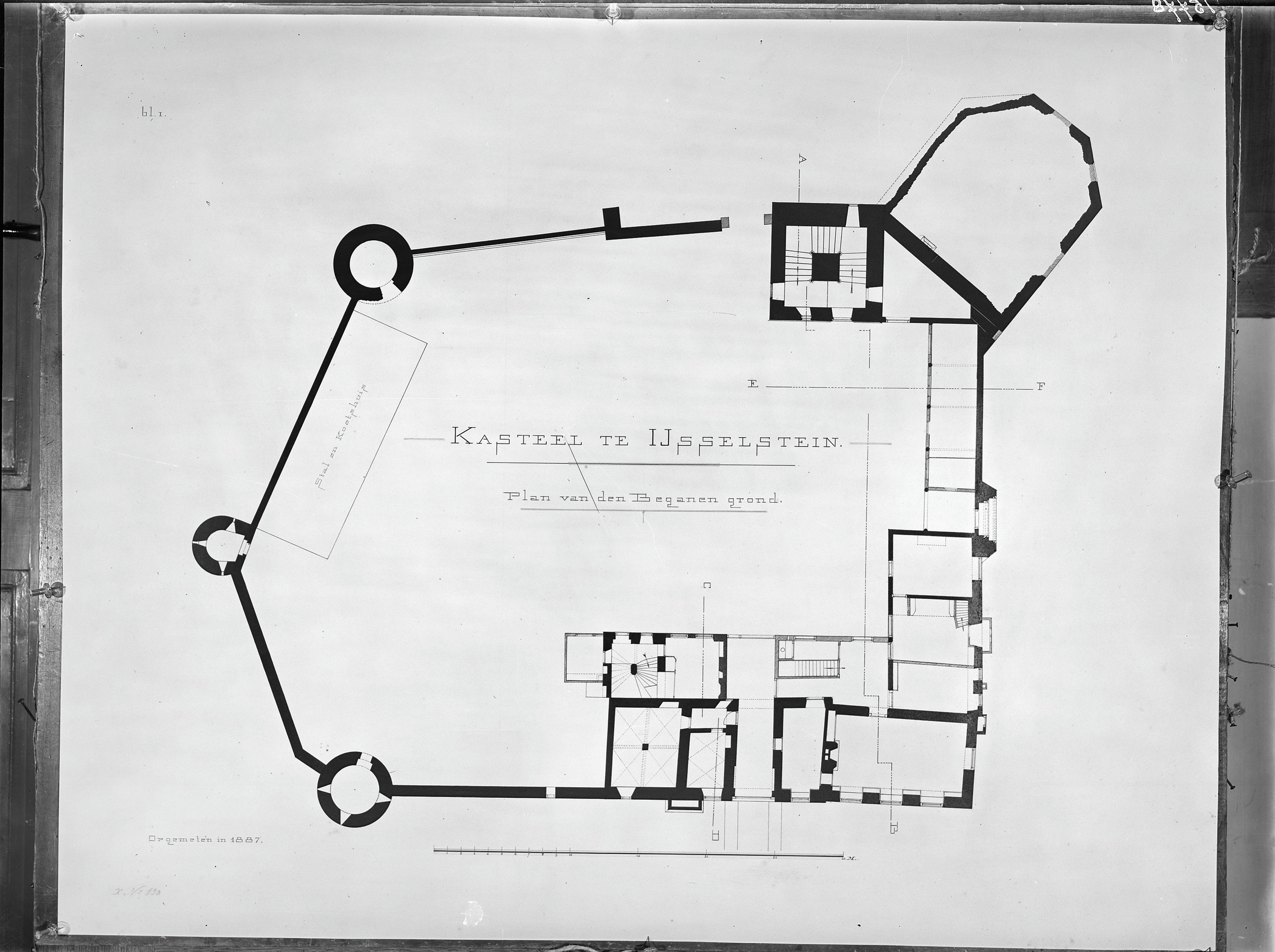
Plan de l'ensemble en 1887, rez-de-chaussée.
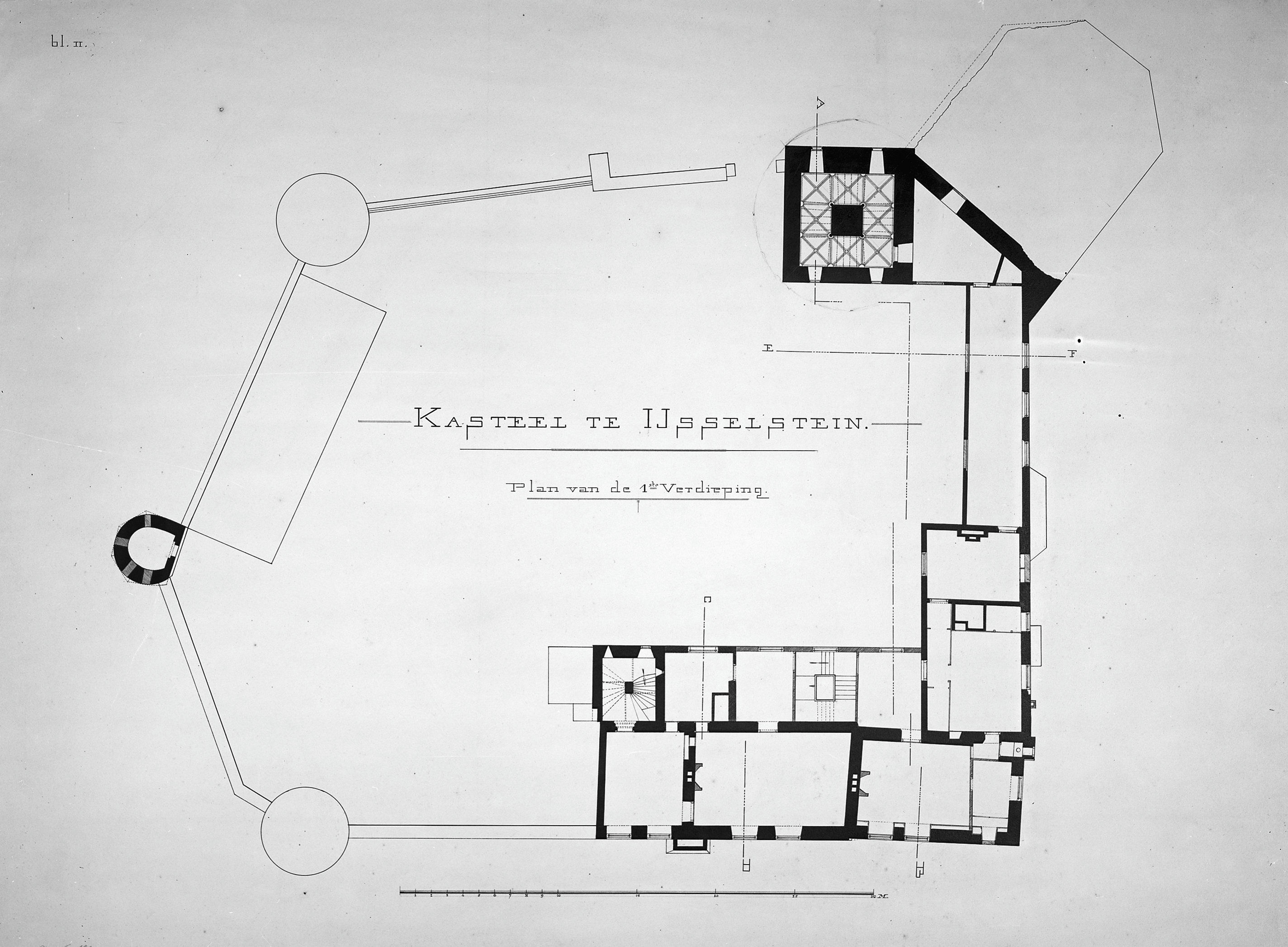
Plan de l'ensemble en 1887, premier étage.
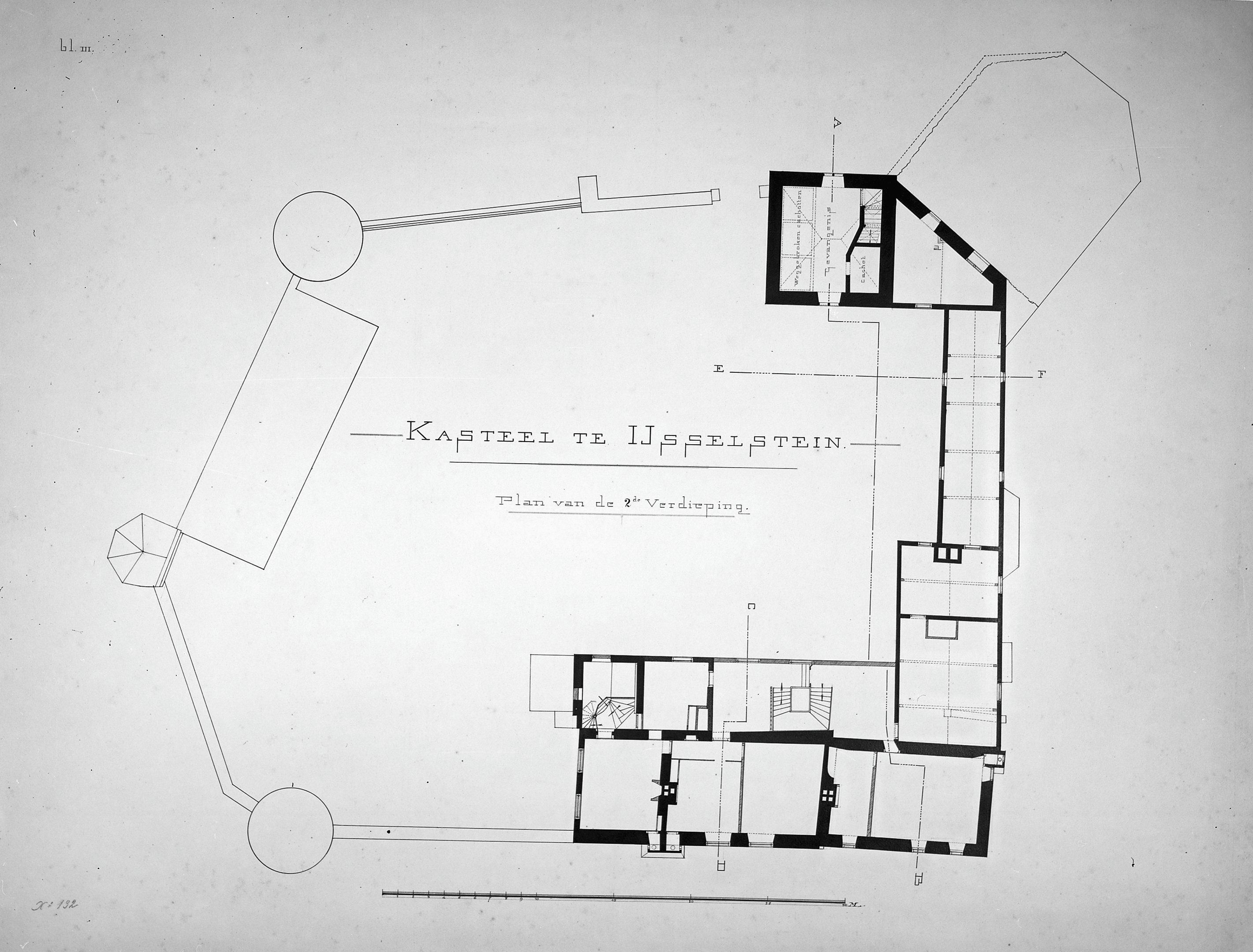
Plan de l'ensemble en 1887, seconde étage.

## Sources
- (nl) Ce château sur le site web Nederlandse Middeleeuwse Kastelen (Châteaux moyenâgeux des Pays-Bas)
- (nl) IJsselstein sur le site Châteaux de la province d'Utrecht